# 勤労者通信大学
勤労者通信大学（きんろうしゃつうしんだいがく）は、日本の労働者教育協会が開催する労働者向け通信教育である。「大学」と名がつくが法令上の大学ではない。

## 歴史
1968年に開校。

## 概要
「労働組合コース」は全国労働組合総連合（全労連）も推薦しており、全労連の教育講座である「わくわく講座」を修了した全労連組合員が労働組合コースを受講することが推奨されている。「労働組合コース」では日本労働組合総連合会（連合）の「自由にして民主的な労働運動」には批判的である。
各コースとも教科書や副教材を読みながら2 - 3回のテスト・レポートを提出すれば修了できる。入学にあたって前提となる学歴や資格はなく、入学試験も行わない。また、受講料は8000円から12000円と日本の民間教育講座としては比較的安価な部類に入る。別途別料金でスクーリングが開催されることがあった。
学校教育法に基づくカリキュラムではないため、大学卒業資格（学士）が得られるわけではない。このため、「学校学生生徒旅客運賃割引証」などの主要な学生割引が受けられることは基本的にない。
かつて、社会主義協会が同様の通信制講座「労働大学」を開催しており、同じように唯物論哲学、マルクス経済学、労働運動論などを教育していた。国労、全逓、全電通などに多くの受講者がいたが、社会党の分裂を機に社会主義協会も分裂・弱体化し休校している。

### 科目
- 基礎理論コース - 科学的社会主義（マルクス主義）の基礎理論。哲学、経済学（マルクス経済学）、階級闘争理論の3分野を体系的に学ぶ。
- 労働組合コース - 労働組合運動の理論。労働組合の基本的3原則、労働基本権、組織拡大と組合運営などを学ぶ。労使協調主義には批判的な内容である。
- 憲法コース - 日本国憲法の3原則や憲法改正をめぐる情勢と改憲勢力への批判を特徴とする。2006年から始まった。2021年度は受講案内にない。
- 入門コース - 2018年から始まった。資本主義社会の現状把握や民主的活動について簡潔に学ぶ。

## 関連書籍
- 勤労者通信大学編『労働者の権利と労働法』（学習の友社、1973年、1982年新版）
- 同上『あなたの疑問に答える 哲学教室』（学習の友社、1974年）
- 同上『あなたの疑問に答える 経済学教室』（学習の友社、1974年）
- 同上『あなたの疑問に答える 労働組合教室』（学習の友社、1975年）
- 同上『あなたの疑問に答える 階級闘争教室』（学習の友社、1983年）